# Zwergbilch
Der Zwergbilch (Typhlomys nanus) ist eine kaum erforschte Nagetierart aus der Familie der Stachelbilche (Platacanthomyidae). Er wurde 2008 entdeckt und 2017 wissenschaftlich beschrieben. Sein Verbreitungsgebiet liegt in der chinesischen Provinz Yunnan.

## Merkmale
Der Zwergbilch ist die kleinste bekannte Art der Gattung Typhlomys. Die Kopf-Rumpf-Länge beträgt 65 bis 74 mm, die Schwanzlänge 97 bis 106 mm und das Gewicht 8,8 bis 13,2 g. Das Fell ist deutlich zweifarbig. Der Rücken ist aschgrau. Der Bauch und die Wangen sind cremeweiß. Die großen Ohren sind unbefellt. Die Augen sind sehr klein. Die Tasthaare sind lang. Der lange Schwanz ist leicht gebürstet an der Basis, jedoch stark an der Spitze, die oberflächlich einer Flaschenbürste ähnelt. Bei mehreren untersuchten Exemplaren hatte die Schwanzspitze weiße Haare. Die Hirnschale ist kuppelförmig.

## Verbreitungsgebiet
Der Zwergbilch ist gegenwärtig nur von den Bergen Jiaozi bei Kunming und Dawei im autonomen Kreis Pingbian in der chinesischen Provinz Yunnan bekannt, wo er in einer Höhenlage von 3.252 m entdeckt wurde.

## Lebensraum
Der Zwergbilch bewohnt Sekundärwälder in Höhenlagen zwischen 2000 und 3000 m. Die Wälder haben einen sauren, roten Boden und sind von der Tannenart Abies forrestii var. georgei dominiert. Das Unterholz besteht aus Bambus und Rhododendren.

## Lebensweise
Die Lebensweise des Zwergbilches ist nur wenig studiert. Er ist wahrscheinlich nachtaktiv und ernährt sich von Früchten und Körnern. Aufgrund der außergewöhnlich kleinen Augen, ist es möglich, dass er Ultraschall-Echoortung bei der Orientierung verwendet.

## Status
Der Zwergbilch ist gegenwärtig nicht von der IUCN erfasst, jedoch sind zu wenig Daten vorhanden, um eine adäquate Aussage über die Bestandssituation treffen zu können. 